# Biskupice (powiat proszowicki)
Biskupice – wieś w Polsce położona w województwie małopolskim, w powiecie proszowickim, w gminie Koszyce.
W latach 1975–1998 miejscowość należała administracyjnie do województwa kieleckiego.
Integralne części miejscowości: Parcelacja, Stara Wieś.